# مقاطعة لينكولن (ميزوري)
مقاطعة لينكن (بالإنجليزية: Lincoln County)‏ هي إحدى المقاطعات في ولاية ميزوري في الولايات المتحدة الأمريكية.